# Gregg Diamond
Gregg Diamond, geboren als Gregory Oliver Diamond, (New York, 4 mei 1949 - aldaar, 14 maart 1999) is een Amerikaanse disco-producent, ook bekend door zijn project Bionic Boogie.

## Carrière
Gregg Diamond had reeds meerdere jaren gewerkt in de muziekbusiness, voordat hem tijdens de tweede helft van de jaren 1970 in het kielzog van de discogolf de doorbraak lukte als producent en muzikant. Als drummer werkte hij onder andere voor de folkzangeres Melanie en de singer/songwriter Michael Wendroff. In 1972 was hij lid van de band Five Dollar Shoes, die een album uitbracht en daarna werd ontbonden. Bovendien behoorde Diamond tot de band The Principal Creatures rond de glamrock-zanger Jobriath. In deze functie speelde hij ook op diens tweede album Creatures of the Street.
Diamonds doorbraak lukte in 1976 met een albumproductie voor de feitelijk als porno-actrice bekend geworden zangeres Andrea True. More, More, More werd met de door Diamond geschreven titelsong een wereldwijde hit, die zich als disco-klassieker waarmaakte en ook over decennia gebruikt werd in talrijke films. Diamond arrangeerde talrijke opnamen van de lp en bovendien speelde hij onder andere ook piano en percussie. Het album werd gemixt door Tom Moulton. Met Andrea True vierde Diamond verdere kleine hits, zoals Party Line (1976) en N.Y. You Got Me Dancin' (1977). Deze stonden hoog genoteerd in de Amerikaanse discohitlijst.
In 1976 volgde een samenwerking met George McCrae op diens album Diamond Touch. Daarna richtte Diamond zijn studioproject Bionic Boogie op, dat hem met wisselende muzikanten enkele hits opleverde in de discohitlijst. Buitengewoon succesvol was de eerste lp Bionic Boogie (1977), die zich als enige van zijn werken ook in de top 100 van de Billboard albumhitlijst plaatste. Bijzondere aandacht kreeg de cover van het album, dat een futuristisch geklede vrouw toont, die aan een met haar borst verbonden metalen schakelaar draait en zo naar het schijnt langzaam de temperatuur of het geluidsvolume in haar lichaam verhoogt. De songs Dance Little Dreamer/Risky Changes stonden in 1978 drie weken lang aan de top van de discohitlijst. De daaropvolgende albums Hot Butterfly (1978) met Luther Vandross en Tiger Tiger (1979) met Jocelyn Brown werden ook gevraagd in de discotheken. Diamond bracht ook onder zijn naam twee albums uit, waarvan Star Cruiser de top 10 haalde. Als producent werd Diamond in 1977 gecontracteerd voor Gloria Gaynors album Glorious.
Nadat de discogolf haar hoogtepunt had overschreden, trok Diamond zich terug uit de muziekbusiness.

## Overlijden
Gregg Diamond overleed op 14 maart 1999 op 49-jarige leeftijd aan de gevolgen van een gastro-intestinale bloeding.

## Discografie

### Albums
als Gregg Diamond
- 1978: Starcruiser (Marlin/T.K.)
- 1979: Hardware (Mercury)

als Bionic Boogie
- 1977: Bionic Boogie (Polydor)
- 1978: Hot Butterfly (Polydor)
- 1979: Tiger Tiger (Polydor)